# BESA
BESA — британський танковий кулемет, копія чехословацького кулемета повітряного охолодження ZB-53, який використовував стрічки і ніс найменування TK vz. 37 в армії Чехословаччини. Названий на честь компанії BSA (Birmingham Small Arms Company), яка виробляла зброю й уклала контракт з чехословацькою збройовою компанією «Československá zbrojovka» на ліцензійне виробництво ZB-53 у Великій Британії. Використовувався Британської армією як танковий кулемет, встановлювався на заміну важкого кулемета водяного охолодження «Віккерс». Хоча BESA вимагав більше місця в танку для установки, він був надійним і потужним. Був прийнятим Міністерством оборони в 1938 році, вироблявся з 1939 року в декількох модифікаціях.

## Виробництво і застосування

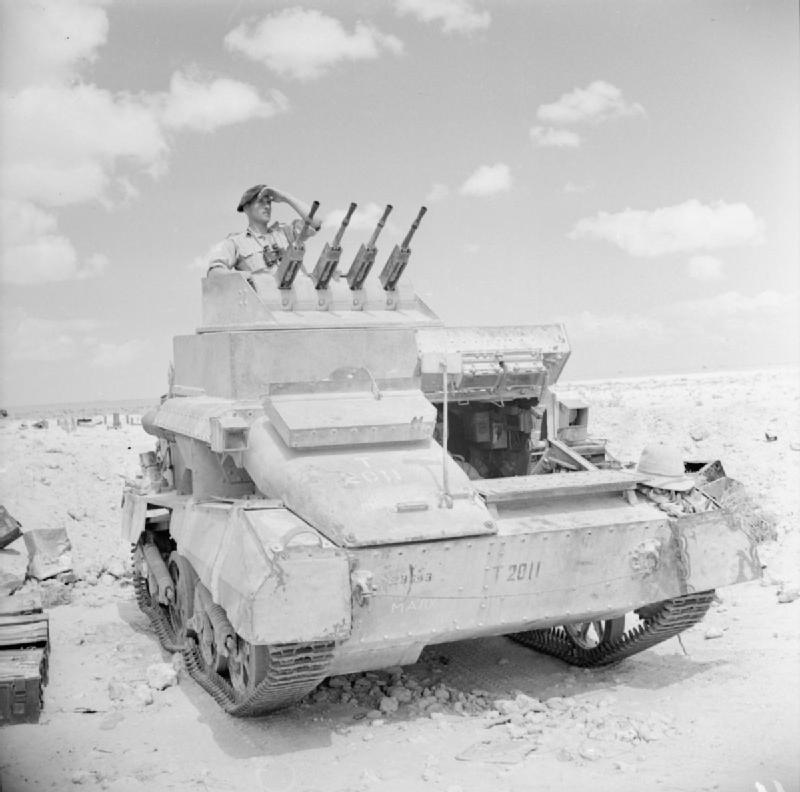
Танк Mk VI зі встановленим зчетвереним кулеметом BESA

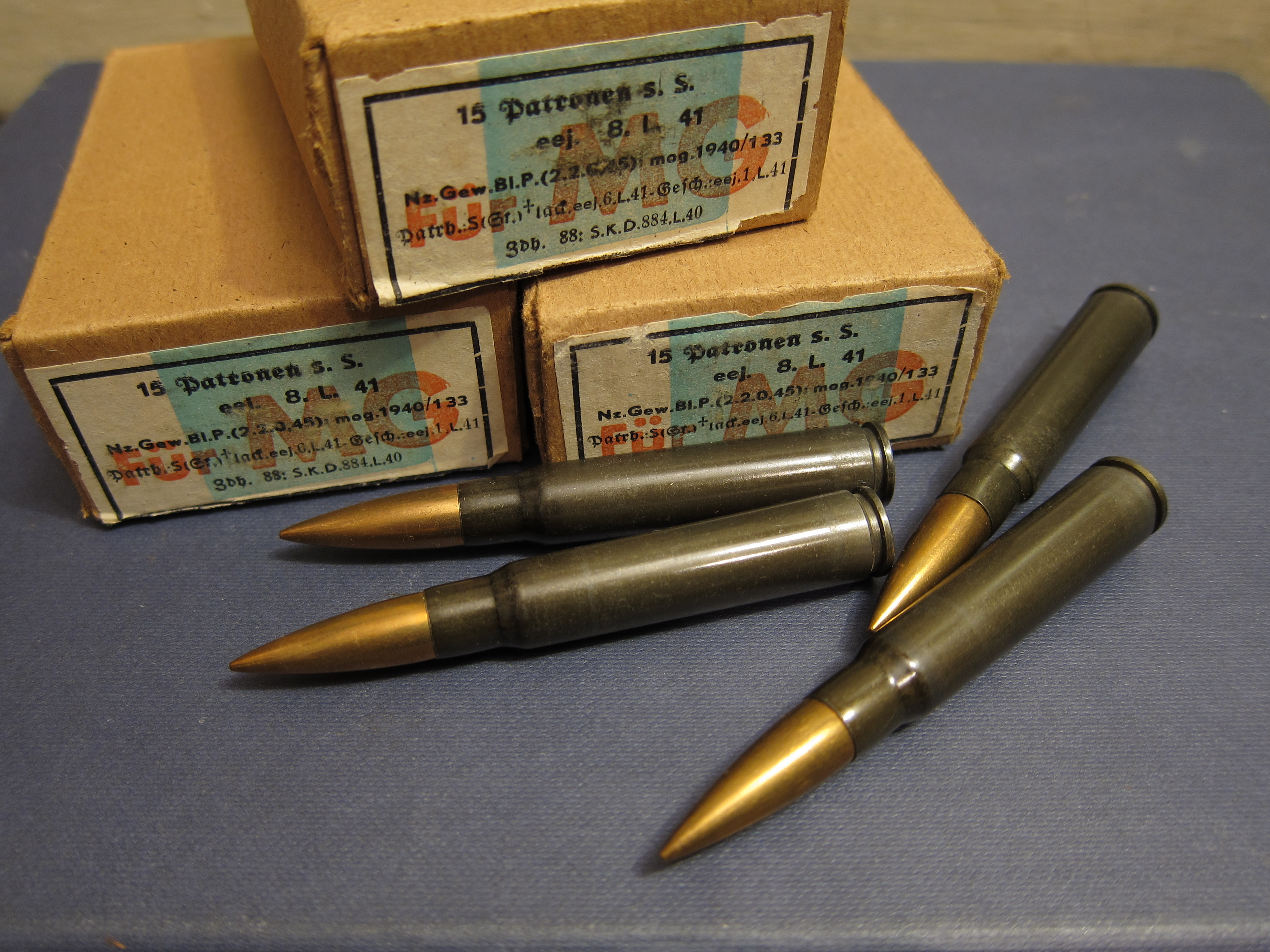
Патрони 7,92 × 57 мм, що використовувалися кулеметом BESA

Збройні сили Великої Британії використовували для гвинтівок і кулеметів британські патрони .303 British, а кулемет ZB-53 був розроблений під німецький набій 7,92 × 57 мм. У Великої Британії планували відмовитися від фланцевих патронів і перейти до безфланцевих, але в умовах військових дій повноцінний перехід був неможливий. «Birmingham Small Arms» і Міністерство постачання визнали, що з промислової, технічної та логістичної точок зору переобладнання патрона .303 British буде куди більш обтяжливим, ніж використання патронів оригінального калібру. Більш того, ланцюг постачання припасами Королівського бронетанкового корпусу відрізнялася від ланцюгів постачання інших частин Британської армії. Внаслідок цього британці віддали перевагу використанню закордонних набоїв: трофейних німецьких боєприпасів британцям вистачало з надлишком.
Бронеавтомобілі і танки американського виробництва використовували кулемети Browning 30-го калібру, в той час як британські бронеавтомобілі і танки були оснащені кулеметами BESA. Вони використовували 225-патронні сталеві стрічки. Ствол танкового кулемета BESA був оснащений ручкою для перенесення, трубчастим полум'ягасником і мушкою. Механізм діяв за рахунок відводу порохових газів з каналу ствола. Газовий поршень з'єднувався з поворотною пружиною, і при русі поршня назад пружина утримувалася вертикальним болтом і стискалася. Цілик міг регулюватися на 275 і 457 метрів.
Кулемети вироблялися в декількох варіантах, і один з найбільш поширених, Mark II, був прийнятий на озброєння в червні 1940 року. Він мав перемикач режиму вогню: з його допомогою можна було вести вогонь з високою швидкістю (від 750 до 850 пострілів за хвилину) при бою на короткій дистанції або атаці зафіксованих мішеней, або ж з низькою швидкістю (від 450 до 550 пострілів за хвилину) при бою на дальній дистанції або атаці по площі. По ходу бойових дій кулемет модифікувався, що прискорювало його виробництво і знижувало витрати. Три модифіковані моделі — Mark II*, Mark III і Mark III* — були прийняті на озброєння в серпні 1943 року. Модель Mark II* використовувала нові спрощені деталі, але була взаємозамінна з Mark II. Моделі Mark III і Mark III* мали ті ж спрощені деталі, як у Mark II*, але не були взаємозамінні з Mark II, а також не мали перемикач вогню.
Mark III* мав максимальну скорострільність від 450 до 550 пострілів/хв і був придатний для бою на дальній дистанції, а Mark III з максимальною скорострільністю від 750 до 850 пострілів/хв якраз підходив для бою на малій дистанції.
Попередні версії Mark I, Mark II і Mark II* в 1951 році були визнані застарілими і зняті з озброєння, а всі варіанти Mark III були переобладнані в Mark III*.У 1952 році з'явився варіант Mark III/2 з новим навідником і щитом. Модель Mark III/3, представлена в 1954 році, була подальшим розвитком Mark III/2 (Замінений ствол і надульник, отвори для охолодження розширені, що дозволяло використовувати стрічки зі змішаними боєприпасами). Повоєнні зразки Mark III/2 и Mark III/3 залишалися на озброєнні до кінця 1960-х років. Модифікації також відрізнялися методом зведення.

## Набої БЕСА
| Позначення                                         | На службі                    | Відмінності                              |
| Cartridge S.A. Ball 7.92 m/m Mark Iz               | травень 1939 — листопад 1941 | фіолетовий фланець, індекс Iz на гільзі  |
| Cartridge S.A. Ball 7.92 m/m Mark IIz              | вересень 1941—1966           | Фіолетовий фланець, індекс IIz на гільзі |
| Cartridge S.A. Tracer 7.92 m/m G Mark Iz           | жовтень 1939 — листопад 1941 | Червоний фланець, індекс GIZ на гільзі   |
| Cartridge S.A. Tracer 7.92 m/m G Mark IIz          | вересень 1941—1945           | Червоний фланець, індекс GIIZ на гільзі  |
| Cartridge S.A. Tracer 7.92 m/m G Mark 3z           | квітень 1945—1966            | Червоний фланець, індекс G3Z на гільзі   |
| Cartridge S.A. Armour-Piercing 7.92 m/m W Mark Iz  | березень — листопад 1941     | Зелений фланець, індекс WIZ на гільзі    |
| Cartridge S.A. Armour-Piercing 7.92 m/m W Mark IIz | вересень 1941—1966           | Зелений фланець, індекс WIIZ на гільзі   |
| Cartridge S.A. Incendiary 7.92 m/m B Mark Iz       | 1942—1966                    | Синій фланець, індекс BIZ на гільзі      |

## 15-мм кулемет БЕСА
Як танковий кулемет британцями розроблялася і копія чехословацького ZB vz.60 — 15-мм кулемет БЕСА вагою 57 кг, використав набійні стрічки. Він міг вести вогонь як одиночними пострілами, так і чергами. На озброєння він був прийнятий в червні 1940 року: встановлювався на легкі танки Mk VIC, бронеавтомобілі Humber Mk I, Mk II и Mk III. До 1949 року було вироблено понад 3200 екземплярів, поки 15-мм кулемет БЕСА не зняли з озброєння. Він використовував патрони 15×104 мм, куля в кожному з яких важила 75 грам. Початкова швидкість польоту становила 818,3 м/с, скорострільність — 450 куль/хв. Ряд кулеметів потрапив в руки німцям, і вони були передані Ваффен-СС: есесівці використовували для них ті ж патрони, що і для MG 151/15 — їх довжина становила 101 мм. Для стрільби 15-мм кулемет БЕСА використовував стрічки на 25 набоїв, що обмежувало його скорострільність; втім, його стрільба одиночними патронами була більш точною, ніж стрілянина чергами.